# Alex Pettyfer
Alexander Richard "Alex" Pettyfer (Stevenage, Hertfordshire, 10 d'abril de 1990) és un actor i model anglès. Va actuar en obres escolars i en televisió abans de ser elegit com Alex Rider, el personatge principal de la versió de 2006 del film Alex Rider: Operació Stormbreaker (Stormbreaker). Pettyfer va ser nominat als Premis Young Artist i els Empire Award pel seu paper. També ha estat model en diverses campanyes de Burberry. Protagonista el 2011 de Sóc el número Quatre, un film de ciència-ficció acció i aventures, i Beastly, una versió moderna de La Bella i la Bèstia.
Pettyfer va néixer a Stevenage, Hertfordshire, fill de Lee Ireland (Robinson de soltera), una decoradora d'interiors, i Richard Pettyfer, un actor. Té un mig-germà, James Ireland, un jove tennista, del nou matrimoni de la seva mare amb Michael Ireland, un promotor immobiliari.
Pettyfer es va criar a Windsor, i va començar la seva carrera de model a l'edat de set anys, per Gap, després de conèixer a Ralph Lauren en una botiga de joguines a la ciutat de Nova York. Ell també va fer avisos per algunes marques de iogurt. El seu primer comercial va ser quan tenia sis anys.
Com escolar, va actuar en obres de teatre, incloent-hi el paper de Willy Wonka en la producció de Charlie i la Fàbrica de Xocolata. Pettyfer va ser educat en dues escoles primàries independents: The Mall School, una petita escola a Twickenham, després a l'escola Lambrook Haileybury a Berkshire. [Edita]. Posteriorment, va assistir a dues escoles independents: Millfield School a Street a Somerset i Shiplake College prop de Henley-on-Thames en Oxfordshire.4 Després de la seva GCSE, va deixar Shiplake College i va assistir a la Sylvia Young Theatre School, una escola independent de teatre.
Carrera
El 2005, després de la seva carrera com a model, Pettyfer fer el seu debut com a actor professional en una producció de la televisió Britànica anomenada Tom Brown's Schooldays, interpretant al personatge principal, Tom Brown, rebent comentaris positius pel seu acompliment. El juny de 2005, va obtenir el seu paper més destacat fins al moment, el de l'espia adolescent del MI6, Alex Rider al film Stormbreaker, basat en la novel·la de Anthony Horowitz. Va ser un dels 500 que audicionar per al paper. Pettyfer va preferir estar en el film en comptes de tenir un paper en Eragon, assenyalant que preferia Stormbreaker perquè seria filmada a l'illa de Man a Gran Bretanya, mentre que Eragon seria filmada a la República Txeca; Pettyfer té por a volar, i li agradava l'aspecte de l'elenc de Stormbreaker Stormbreaker. Stormbreaker va ser estrenada el 21 de juliol de 2006 al Regne Unit, el 6 d'octubre de 2006 en els Estats Units i el 21 de setembre de 2006 a Austràlia.
En un article de l'exercici de Pettyfer en el seu rol el va descriure com "seriosament intens", encara que va assenyalar que "no és prou bo com a actor". Informes de premsa especifica que amb la pel·lícula s'espera convertir Pettyfer en un "ídol adolescent". Pettyfer no tornarà a interpretar Alex Rider en una altra pel·lícula, ja que ara està molt madur per al paper.
Després va aparèixer en Wild Child, una pel·lícula ambientada en part de Califòrnia, Kent i Yorkshire, que va tenir escenari principal l'Escola de Nenes Cobham Hall a Kent. Ell personificar a Freddie Kingsley i la co-protagonitzar amb Emma Roberts. El 2009, va caracteritzar l'cruel líder d'un grup d'adolescents cool but cruel teenagers who are picker off one by one by the ghost of one of their former victims, in the horror-comedy, Tormented.
Va protagonitzar el film Beastly, basat en la novel·la de Alex Flinn, al costat de Mary-Kate Olsen, Vanessa Hudgens, i Neil Patrick Harris. Va acabar de filmar el 13 d'agost de 2009, aquí va ser estrenada el 4 de març de 2011. Pettyfer personificar al personatge principal del film Sóc el número Quatre, estrenada al febrer de 2011. La pel·lícula la co-protagonitzar al costat de Timothy Olyphant, Dianna Agron, i Teresa Palmer, i va ser dirigida per D. J. Caruso, produïda per Michael Bay, i el seu productor executiu va ser Steven Spielberg.
S'ha anunciat que ell personificarà al pilot d'actuacions de carrera de Fórmula 1, James Hunt, a la pel·lícula biogràfica Shunt. A més, serà un dels productors de la cinta.
Fonts han assegurat que se li ha ofert ser Jace Wayland en la presentació del pròxim llibre, èxit de vendes, Ciutat de Os de Cassandra Clare. Es van córrer molts rumors al respecte, però pel que sembla no serà ell qui ho interpreti, sinó Jamie Campbell Bower.
Li han estat ofert un paper en la pròxima pel·lícula, una adaptació de The Wardstone Chronicles de Joseph Delaney. Encara que es tindria alguna notificació en el cas que hagués acceptat.
També li han ofert un paper en la futura pel·lícula titulada The Paperboy basada en la novel·la de Pete Dexter del mateix nom.

## Vida personal
El 14 de juny de 2009, Pettyfer va ser votat en el # 35 del top 50 dels solters més cobejats del Regne Unit a la revista femenina Company.20 L'agost de 2009 la revista britànica Glamour ho va situar en lloc # 21 de la llista dels homes més sexis del planeta, segons una enquesta a 2.000 dones en el Regne Unit.
Després d'acabar la filmació de Stormbreaker, Pettyfer va dir que no va comentar de la pel·lícula amb ningú a la seva escola, citant un consell del seu co-protagonista de Stormbreaker, Ewan McGregor, que li va dir que ell havia de mantenir les seves vides personal i professional separades. Pettyfer va decidir deixar l'escola per així concentrar-se en la seva carrera en el cinema, mentre està estudiant drama en la universitat, afirmant que "Quan tens sortint i treballant en el món real, i tornes a l'escola, tu només ho veus com a jardí infantil i no vols estar més aquí ".
Pettyfer té set tatuatges, incloent una creu al pit (molts la confonen amb una creu celta però en realitat és una creu cristiana), una escriptura en àrab en el seu avantbraç dret, les paraules, "What Goes Around Comes Around" (El que va, torna) en el seu espatlla dreta, una escriptura Kanji a la part baixa de la cintura, 23 i les lletres "ER," que es rumoreja són les inicials de la seva ara expromesa Emma Roberts en el seu canell dret.